# Trema
O trema ( ¨ ), às vezes chamado de diérese, é um sinal diacrítico usado em diversas línguas para alterar o som de uma vogal, ou para assinalar a independência dessa vogal em relação a uma vogal anterior, constituindo-se às vezes em uma vogal própria e distinta no alfabeto. O trema deixou de existir no Brasil quando o novo acordo ortográfico entrou em vigor; no entanto, o acordo decretou que o trema será mantido em nomes próprios de origem estrangeira, bem como seus derivados; exemplos: Bündchen, Müller, Schröder, mülleriano.

## Uso do trema

### Na língua alemã
No alemão, o trema é usado sobre vogais articuladas na parte de trás da boca para que o som destas seja trazido para diante, mudando o som das mesmas como se tivesse introduzido o som do 'e' adjunto, num processo chamado Umlaut - "metafonia", numa tradução ipsis litteris (Umlaut refere-se ao processo, e não à tradução de trema, como erroneamente afirmam alguns). Três vogais podem receber o trema: a, o e u. Os exemplos são inúmeros: ändern, Ähre, hören, tschüss, München, Böblingen, etc.

### Na língua francesa e na língua grega
Também, em francês e grego este diacrítico é usado desta vez com outros propósitos. Nestas duas línguas os ditongos foram evoluindo, originando sons vocálicos simples. Por exemplo, em ambas as línguas a combinação "ai" lê-se /e/ e não /ai/, o mesmo sucedendo com outras combinações. Em palavras que têm dois sons vocálicos distintos consecutivos, o trema é usado para assinalar esta mesma característica. Assim, temos em francês a palavra maïs ("milho" em português) que se lê /ma.is/; e em grego a palavra "εβραϊκό", que se lê /evraikó/. (Sem o trema, a junção das letras alfa (α) e iota (ι) em grego ―e "a" e "i" em francês― pronuncia-se /e/).

### Em outras línguas
Este símbolo é ainda usado em outras línguas, tais como o castelhano ou o catalão (semelhante à utilização brasileira nas sílabas gue e gui, como na palavra vergüenza - vergonha).
No turco ou no sueco, entre outros, este símbolo não é denominado trema pois não representa o resultado de um processo fonético, sendo parte de letras próprias e independentes no alfabeto.

A Letra Ä (Letra A com Trema)

## Línguas que adotavam o trema

### Língua portuguesa

#### Em Portugal
Portugal utilizava o trema da mesma forma que o Brasil até o advento do Acordo Ortográfico de 1945, que suprimiu o trema na grafia de palavras vernáculas, reservando-o somente para palavras derivadas de nomes estrangeiros, como mülleriano (do antropônimo Müller).

#### No Brasil
De acordo com o Formulário Ortográfico de 1943, o trema era usado para assinalar que a letra u nas combinações que, qui, gue e gui, normalmente muda, deveria ser pronunciada e átona. Exemplos: qüinqüênio (pronuncia-se então "cuincuênio") e conseqüência (pronuncia-se então "consecuência"). Se for tônica, dever-se-ia pôr um acento agudo, como em "averigúe" e "argúi".
Até a alteração promovida pela Lei 5.765/1971, o trema tinha uma utilização adicional: marcar hiatos átonos, em palavras como gaüchismo. Na poesia, a palavra "saudade" podia ser grafada saüdade , quando se desejasse tornar essa palavra tetrassílaba (sa-u-da-de) em vez de apenas trissílaba (sau-da-de).
Mesmo antes da abolição do trema, com a entrada em vigor do Acordo Ortográfico de 1990 no Brasil, seu uso era controverso. Mesmo com livros de língua portuguesa editados no Brasil determinando que o trema devesse ser grafado, era frequente que muitas pessoas não o usassem, seja por desconhecimento ou por considerar seu uso desnecessário. Certos órgãos de comunicação brasileiros se alternavam entre o emprego ou não do diacrítico, como no uso da palavra seqüestro, como por exemplo a Folha de S.Paulo.

##### Implementação
Em 29 de setembro de 2008, o Acordo Ortográfico de 1990 - e todas mudanças implementadas, dentre elas a abolição do trema - foi posto em vigor através do Decreto 6.583/2008, com a implementação de um prazo de transição de quatro anos, entre 1 de janeiro de 2009 e 31 de dezembro de 2012. Próximo ao fim desse prazo foi editado o Decreto 7.875/2012, que dilatou o prazo final da transição para 31 de dezembro de 2015.

### A abolição do trema
O trema ainda não havia sido abolido porque a reforma ortográfica proposta desde o início dos anos 90 não havia entrado em vigor - o que fez com que o trema fosse obrigatório na teoria.
O Acordo Ortográfico de 1990, na Base XIV, determinou a inteira supressão do diacrítico em palavras portuguesas ou aportuguesadas, vetando inclusive seu uso em poesia, algo que no Brasil já fora abolido pela Lei 5.765/1971, que modificou o Formulário Ortográfico de 1943.
Com a entrada efetiva em vigor do Acordo em 2009, o uso do trema passou a ser facultativo no período de transição (2009-2015) e a partir dele restringe-se às palavras de origem estrangeira e seus derivados - tais quais "mülleriano" e "hübneriano" - sem contar o direito garantido na Base XXI, de manter a grafia original de nomes próprios, empresas e marcas com registro público.
Essa indefinição só chegou ao fim no Brasil com a assinatura do Decreto 6.583/2008, que em seu artigo 2º, parágrafo único, determinava prazo de transição entre 1º de janeiro de 2009 a 31 de dezembro de 2015.